# Långbergets naturreservat
Långbergets naturreservat är ett naturreservat i Bodens kommun i Norrbottens län. 
Området är naturskyddat sedan 2020 och är 66 hektar stort. Reservatet ligger väster om Boden, omfattar nordostsluttningen av Långberget och består av hällmarker med mager gammal tallskog.  